# Oostelijke kielnagelgalago
De oostelijke kielnagelgalago of Matschies galago (Galago matschiei)  is een zoogdier uit de familie van de galago's (Galagidae). De wetenschappelijke naam van de soort werd voor het eerst geldig gepubliceerd door Ludwig Lorenz von Liburnau in 1917.

## Voorkomen
De soort komt voor in Burundi, Rwanda, Oeganda en het noordoosten van de Democratische Republiek Congo. De Oostelijke kielnagelgalago komt voornamelijk voor in de bossen van de Albertine Rift. Er zijn daarnaast populaties gevonden in Oeganda, ten noorden van het Victoriameer en het noorden van de Democratische Republiek Congo.